# Simon de Sicile
Simon de Sicile (né en 1093 – mort le 28 septembre 1105) est le 2e comte normand de Sicile, de 1101 à 1105.

## Biographie
Simon est le fils aîné du comte Roger Ier de Sicile et d'Adélaïde de Montferrat. Il naquit peut-être à Mileto (Calabre), qui fut la capitale de son père. En 1101, il succède à son père à la tête du comté de Sicile. Simon est alors un enfant placé sous la tutelle de sa mère. Durant la régence d'Adélaïde, les chroniques et les documents diplomatiques font défaut. Alexandre de Telese est le seul historiographe qui donne quelques renseignements sur la jeunesse de Simon ; il raconte notamment que le jeune comte se fit frapper par son frère cadet Roger, alors âgé de cinq ans (v. 1100), qui le menaça en plus de lui enlever plus tard tous les biens qu'il avait hérité de leur père.
Simon est encore mentionné dans des actes de février 1105 et de mai de la même année mais, à peine adolescent, il meurt prématurément le 28 septembre 1105.
Son frère cadet Roger, encore enfant, lui succède sous la régence de leur mère.

### Sources primaires
- Alexandre de Telese
- Romuald de Salerne